# Frinsted
Frinsted is een civil parish in het bestuurlijke gebied Maidstone, in het Engelse graafschap Kent met 143 inwoners.